# Heiligenstein (Bas-Rhin)
Heiligenstein ist eine französische Gemeinde mit 938 Einwohnern (Stand 1. Januar 2021) im Département Bas-Rhin in der Europäischen Gebietskörperschaft Elsass und in der Region Grand Est. Sie gehört zum Arrondissement Sélestat-Erstein und zum Kanton Obernai.

## Geografie
Die Gemeinde Heiligenstein liegt etwa fünf Kilometer südsüdwestlich von Obernai und 24 Kilometer südwestlich von Straßburg am Rande der Vogesen unterhalb des Odilienberges.
Nachbargemeinden von Heiligenstein sind Obernai und Goxwiller im Nordosten, Bourgheim im Osten, Gertwiller im Südosten sowie Barr im Süden und Südwesten.

## Geschichte
Seinen aktuellen Namen bekam Heiligenstein 1460.
Von 1871 bis zum Ende des Ersten Weltkrieges gehörte Heiligenstein als Teil des Reichslandes Elsaß-Lothringen zum Deutschen Reich und war dem Kreis Schlettstadt im Bezirk Unterelsaß zugeordnet.

## Wappen
Die Gemeinde Heiligenstein verfügt über zwei Wappen.

### Bevölkerungsentwicklung
| Jahr      | 1910 | 1962 | 1968 | 1975 | 1982 | 1990 | 1999 | 2008 | 2013 |
| Einwohner | 709  | 580  | 608  | 694  | 728  | 730  | 861  | 987  | 959  |

## Kultur und Sehenswürdigkeiten
- Die Burg Landsberg wurde zwischen 1197 und 1200 von Conrad von Landsberg erbaut und im Dreißigjährigen Krieg 1632 durch die Schweden zerstört. Sie wurde 1965 als Monument historique (Denkmal) klassifiziert.[2] Die Ruinen befinden sich heute im Privatbesitz. Sie liegen in 580 m Höhe. Zu sehen ist von der oberen Burg aus dem 12. Jahrhundert noch der hohe viereckige Burgturm mit einem Erker. Außerdem sieht man noch zwei Rundtürme und einen Kamin mit frühgotischen Kolonnen der unteren Burg aus dem 13. Jahrhundert.
- In das Zusatzverzeichnis der Base Mérimée wurde der Brunnen Fontaine de l’Ours aus dem 16. Jahrhundert aufgenommen.[3]
- Das Rathaus mit einer Statue des Ehret Wantz, der im Jahre 1742 die für dieses Anbaugebiet bezeichnende Rebe namens Klevener de Heiligenstein  einführte. Das Klevener Weinfest findet am Wochenende vor dem 15. August statt.
- Die evangelisch-lutherische Kirche St-Jean-Baptiste mit Chorturm aus dem 12. Jahrhundert.
- Die Ruine der Kirche des Klosters Truttenhausen.

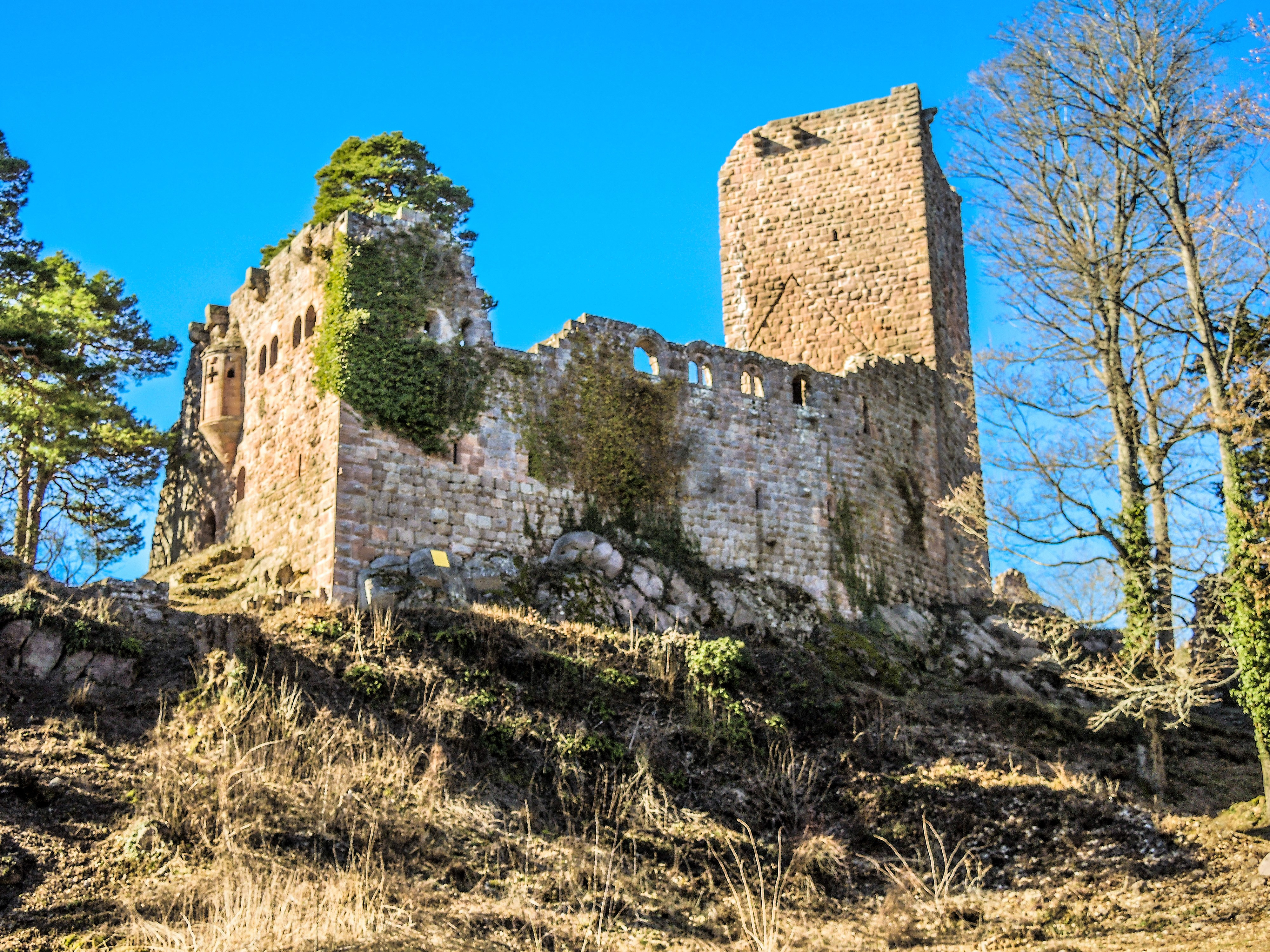
Ruine der Burg Landsberg
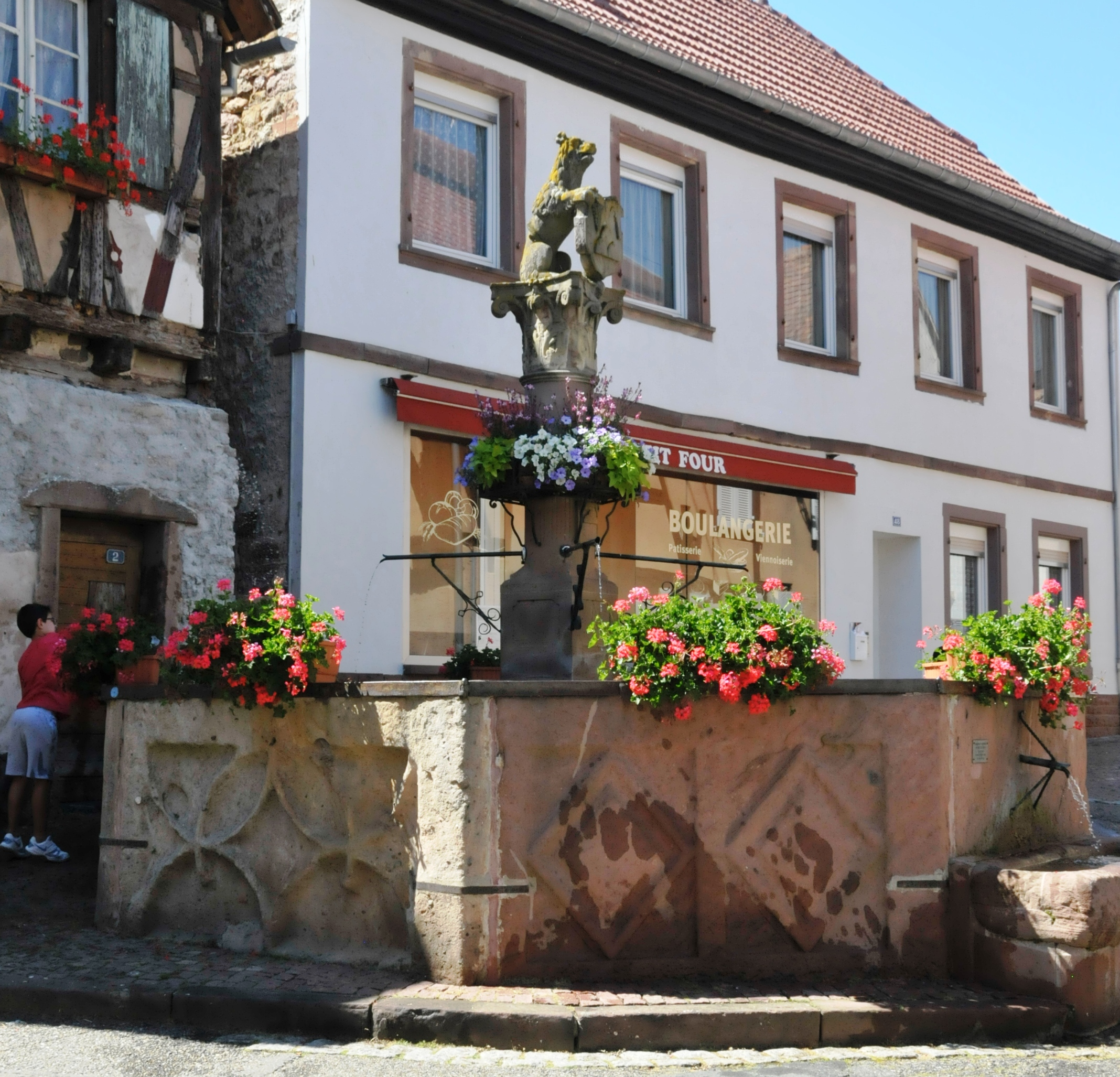
Fontaine de l’Ours
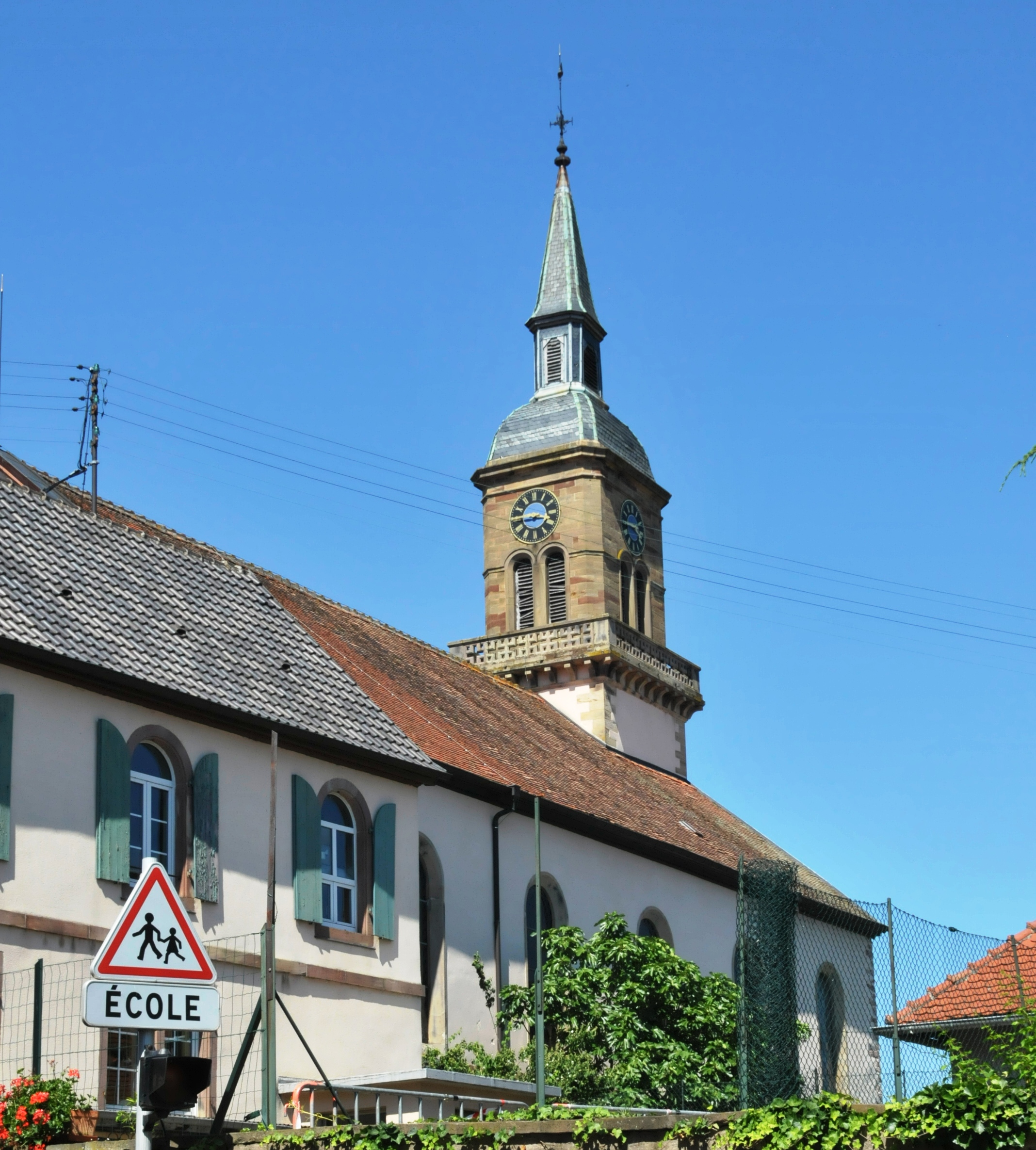
Protestantische Kirche Saint-Jean-Baptiste
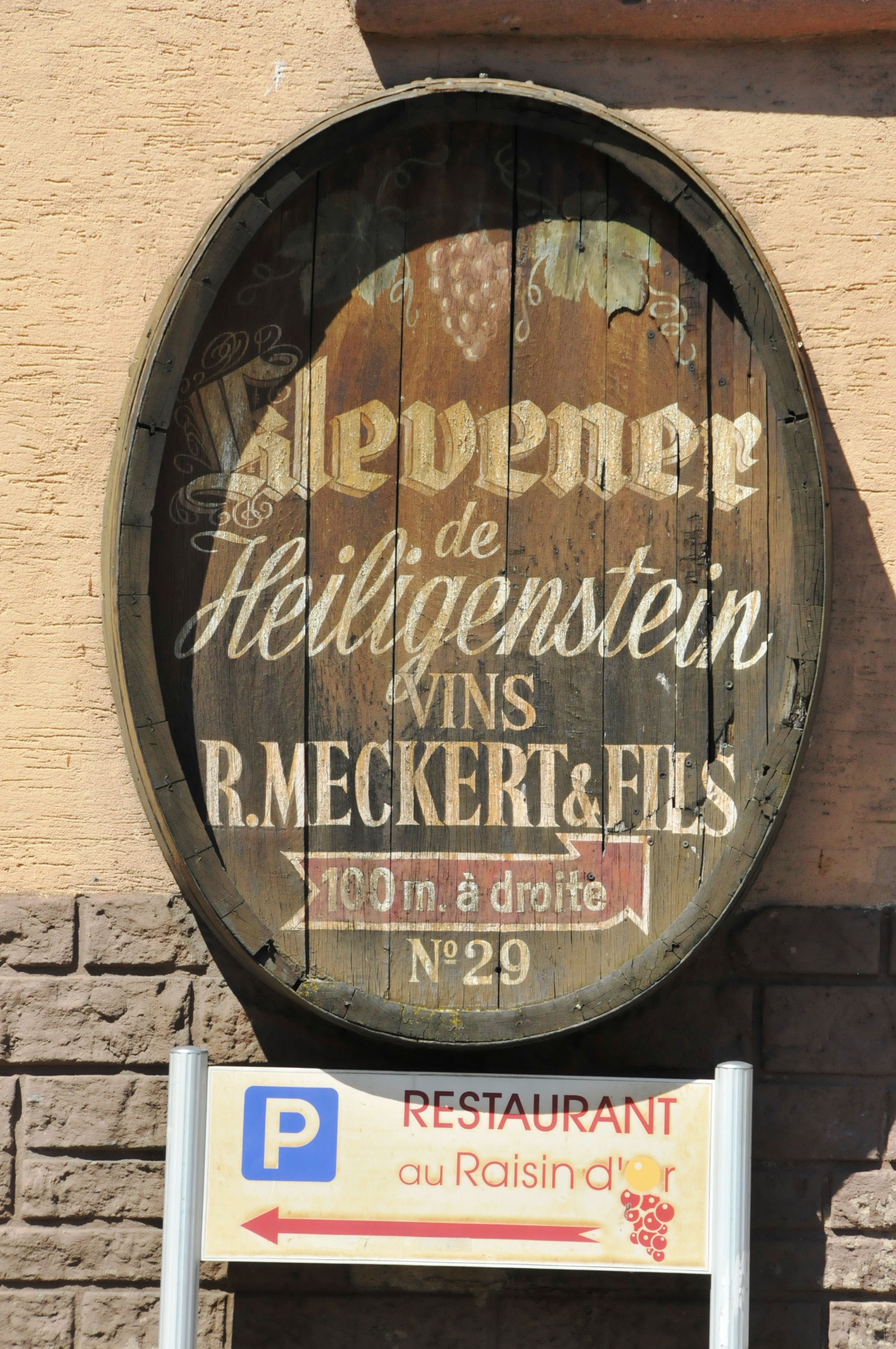
Werbung für den Klevener de Heiligenstein

## Wirtschaft
Die Gemeinde gibt einem eigenen Wein, dem Klevener de Heiligenstein, ihren Namen.

## Persönlichkeiten
- Jakob Schaller (1604–1676), Philosoph und Theologe